# Peter Ehrlich
Peter Ehrlich (* 25. März 1933 in Leipzig; † 26. Juli 2015 in Zollikerberg, Schweiz) war ein deutscher Schauspieler und Regisseur.

## Leben
Nach dem Abitur begann Ehrlich zunächst ein Studium der Theaterwissenschaften, Germanistik, Publizistik und Philosophie an der Freien Universität Berlin. Durch engagierte Mitwirkung an der dortigen Studentenbühne verlagerte sich sein beruflicher Schwerpunkt schließlich ganz auf die Schauspielerei. Er nahm professionellen Schauspielunterricht bei Horst Caspar und Hildegart Klingspor und erhielt Bühnenengagements u. a. in Berlin (1952–1956), Hamburg, am Schauspielhaus Zürich, in Schleswig, Ulm und Wiesbaden. Darüber hinaus gab er Gastspiele u. a. am Thalia Theater in Hamburg, den Burgfestspielen Jagsthausen und bei den Ruhrfestspielen in Recklinghausen. Dabei wirkte Ehrlich nicht nur als Schauspieler, sondern auch als Regisseur. 1984 sprach er den Text zum Lied Hans von Stoffeln von Carlos Perón aus dem Soundtrack zum Schweizer Spielfilm Die Schwarze Spinne.
Daneben übernahm der Mime mit der markanten Stimme und der hohen Stirn seit den 60er Jahren immer wieder Rollen in Film- und Fernsehproduktionen. Er spielte u. a. in der Pater-Brown-Verfilmung Er kann’s nicht lassen (mit Heinz Rühmann), mit Klaus Kammer und Sigurd Fitzek unter der Regie von Fritz Umgelter in Wer einmal aus dem Blechnapf frisst, im Durbridge-Straßenfeger Ein Mann namens Harry Brent, in Volker Schlöndorffs Drama Die Moral der Ruth Halbfass, in der Kriminalkomödie Dollarrausch (mit Donald Sutherland), Tom Toelles Fernsehmehrteiler Deutschlandlied und gab Gastauftritte in zahlreichen Fernsehserien und -reihen wie Der Kommissar, Derrick, Der Alte, Tatort und Polizeiruf 110. Eine wichtige Hauptrolle spielte er 1975 als Gegenspieler Martin Benraths in dem Kinofilm Berlinger.
Außerdem wirkte er bei vielen Hörspielproduktionen mit wie etwa als Tom Bombadil in der von Bernd Lau 1991 inszenierten Hörspielfassung des Herrn der Ringe. 1999 wirkte er als Darsteller in Rosa von Praunheims Film Der Einstein des Sex mit.
Peter Ehrlich starb am 26. Juli 2015 im Alter von 82 Jahren in Zollikerberg. Seine Grabstätte befindet sich auf dem Friedhof von Zumikon im Kanton Zürich.

## Auszeichnungen
- 1991: Großer Hersfeld-Preis als bester Schauspieler

## Filmografie (Auswahl)
- 1962: Er kann’s nicht lassen
- 1962: Kohlhiesels Töchter
- 1962: Wer einmal aus dem Blechnapf frisst (Fernsehmehrteiler)
- 1964: Emil und die Detektive (Emil and the Detectives)
- 1964: Teufelsspur
- 1964: Geschichten aus dem Wienerwald
- 1967: Flucht ohne Ausweg (TV-Mehrteiler)
- 1968: Ein Mann namens Harry Brent (Durbridge-Dreiteiler)
- 1970: Ständig in Angst (Hauser's Memory)
- 1970: Nicht nur zur Weihnachtszeit
- 1971, 1974: Der Kommissar (Fernsehserie, zwei Folgen)
- 1971: Die Moral der Ruth Halbfass
- 1975: Berlinger
- 1979: Dollarrausch (A Man, a Woman and a Bank)
- 1979–1993: Derrick (Fernsehserie, sechs Folgen)
- 1983: Tatort – Mord ist kein Geschäft (Fernsehreihe)
- 1983: Die schwarze Spinne
- 1984: Die Krimistunde (Fernsehserie, Folge 11, Episode: „Lohn für ein schlechtes Gedächtnis“)
- 1985: Der Fehler des Piloten
- 1986: Die Krimistunde (Fernsehserie, Folge 22, Episode: „Waschen, schneiden, umlegen“)
- 1988: Schwarz Rot Gold – Schwarzer Kaffee (Fernsehserie, eine Folge)
- 1989: Der Alte (Fernsehserie), Folge 137: Betriebsunfall
- 1993: Ein Fall für zwei (Fernsehserie), Folge 112: Martins Tod
- 1993: Das Sahara-Projekt
- 1996: Deutschlandlied
- 1996: Diebinnen
- 1998: Polizeiruf 110 – Hetzjagd (Fernsehreihe)
- 1999: Der Einstein des Sex
- 2000: Tatort – Bienzle und das Doppelspiel
- 2002: Tatort – Schrott und Totschlag
- 2006: Millionenschwer verliebt

## Diskografie (Auswahl)
- 1983: CD Die schwarze Spinne gemeinsam mit Carlos Perón, Milan Disques/Polygram
- 1984: CD Der Komtur gemeinsam mit Carlos Perón, Kelvin 422
- 1985: LP Die Schöpfung der Welt gemeinsam mit Carlos Perón, Milan Disques/Polygram
- 1993: CD Ritter & Unholde gemeinsam mit Carlos Perón, Dark Star/Indigo
- 1996: CD Ritter Tod & Teufel gemeinsam mit Carlos Perón, Dark Star/Indigo
- 1999: CD Ritter Minne und Romantik gemeinsam mit Carlos Perón, Dark Star/Indigo
- 2003: CD Der Weihnachtsabend Peter Ehrlich liest als Charles Dickens, Politur/Membran/Sony